# Toneu (Vic)
Toneu és una masia de Vic (Osona) inclosa a l'Inventari del Patrimoni Arquitectònic de Catalunya.

## Descripció
Edifici civil.
Masia de planta rectangular coberta a dues vessants, amb el carener paral·lel a la façana, que té un portal rectangular. Consta de planta baixa i dos pisos. Hi ha un cos rectangular adossat a la casa i orientat a tramuntana en el qual hi ha dos pisos de galeries sostingudes per pilars de maó. En aquest mateix sector hi ha diversos cossos que s'afegeixen a l'edificació. Aquesta part és la que ha sofert més transformacions i presenta més alterada la seva primitiva estructura. Hi ha un portal que tanca la lliça.
Construïda amb pedra, amb algunes elements de totxo.

## Història
Antic mas esmentat al fogatge de la parròquia i terme de Sentfores de l'any 1553, segons el qual Joan Toneu habitava el mas.
Al serrat o pla d'en Toneu hi ha sis masos, entre els quals el Toneu és dels més antics.